# Texas A&M Aggies
Con il termine di Texas A & M Aggies ci si riferisce alle squadre sportive della Texas A&M University, una delle squadre appartenente alla Southeastern Conference, la più prestigiosa associazione nel campionato di sport universitario statunitense. 

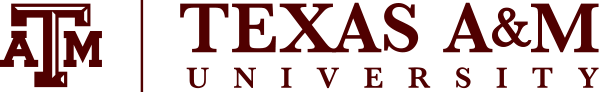
T&M Aggies Logotipo

Esse comprendono varie discipline divise sia per settore maschile che femminile. Il Texas A & M Aggies vanta otto titoli nazionali, fra cui quello del football americano nel 1939 golf maschile nel 2009, Softball in 3 occasioni: 1982, 1983 e 1987

## Settore maschile
- Baseball
- Basket, in cui hanno militato Josh Carter, Dave Britton, Antanas Kavaliauskas, Acie Law e DeAndre Jordan. L'attuale allenatore è Buzz Williams.
- Corsa campestre
- Football americano, in cui hanno militato John David Crow e Johnny Manziel.
- Golf
- Nuoto
- Atletica leggera

## Settore femminile
- Basket, in cui hanno militato Morenike Atunrase e Danielle Adams
- Corsa Campestre
- Equitazione
- Golf
- Rugby
- Softball
- Nuoto
- Tennis
- Atletica leggera
- Pallavolo